# Nossa Senhora das Dores (microregio)
Nossa Senhora das Dores is een van de 13 microregio's van de Braziliaanse deelstaat Sergipe. Zij ligt in de mesoregio Agreste Sergipano en grenst aan de microregio's Carira, Agreste de Itabaiana, Cotinguiba, Japaratuba, Propriá en Sergipana do Sertão do São Francisco. De microregio heeft een oppervlakte van ca. 1.269 km². In 2006 werd het inwoneraantal geschat op 62.650.
Zes gemeenten behoren tot deze microregio:
- Aquidabã
- Cumbe
- Malhada dos Bois
- Muribeca
- Nossa Senhora das Dores
- São Miguel do Aleixo

Mesoregio's: Agreste Sergipano · Leste Sergipano · Sertão Sergipano

Microregio's: Agreste de Itabaiana · Agreste de Lagarto · Aracaju · Baixo Cotinguiba · Boquim · Carira · Cotinguiba · Estância · Japaratuba · Nossa Senhora das Dores · Propriá · Tobias Barreto · Sergipana do Sertão do São Francisco